# Бряг Уолгрин
Бряг Уолгрин (на английски: Walgreen Coast) е част от крайбрежието на Западна Антарктида, в източния сектор на Земя Мери Бърд, простиращ се между 72°30’ и 75°15’ ю.ш. и 100° и 109°30' з.д. Брегът е разположен в източната част на Земя Мери Бърд, покрай югоизточните брегове на море Амундсен част от тихоокеанския сектор на Южния океан. На запад граничи с Брега Бакутис на Земя Мери Бърд, а на изток – с Брега Ейтс на Земя Елсуърт. Крайбрежието му е силно разчленено, като далеч навътре се вдава големия залив Пайн Айлънд, в който са разположени островите Бърк, Браунсън, Сторет и др. На североизток са големите полуострови Кинг и Канистио. На югозапад се простира шелфовия ледник Кросън, а на североизток – шелфовите ледници Косгроув и Абът. Изцяло е покрит с дебела ледена покривка, над която стърчат отделни оголени върхове и нунатаки от планината Хъдсън, от която към залива Пайн Айлънд се спускат планински ледници, най-голям от които е Пайн Айлънд.
Брега Уолгрин е открит през февруари 1940 г. от американската експедиция ръководена от адмирал Ричард Бърд, който го наименува в чест на спонсора на тази (1939 – 1941) и на предишната му (1933 – 1935) експедиции, Чарлз Уолгрин (1873 – 1939), основател на аптечната мрежа Walgreens. Детайлно брегът е изследван и топографски заснет от въздуха и от наземни екипи в периода 1959 – 1966 г.